# 참 평가
참 평가(영어: authentic assessment)는 평가의 한 형태로, 학습자가 교육목표를 실제 상황에 의미 있게 적용할 수 있는지를 평가하는 상황지향적 평가, 자연주의적 평가이다. 즉 배우고자 하는 지식이나 기능을 평가할 때에, 그 지식과 기능이 적용될 수 있는 실제적인 상황과 가장 유사한 맥락 속에서 이를 평가하는 목적을 지닌 평가이다.
실제적 평가, 대안 평가, 수행평가 등의 용어로 혼용되어 사용되고 있다.

## 등장배경
참 평가는 전통적인 평가방식 (traditional assessment) 이 (1) 의미 있는 학습(meaningful learning )보다는 단순 암기식의 기계적 학습에 무게를 두고 있다, (2) 학습자가 학습내용을 실제적으로 적용시킬 수 있는지 측정할 수 없다, (3) 단순히 결과만을 측정할 뿐 과정에 대한 평가가 결여되어 있다 등과 같은 문제점이 있다는 비판과정에서 등장하였다
1980년대 말부터 Grant Wiggins와 Richard J. Stiggins 등 에 의해 하나의 대안으로 연구되기 시작하였으며 평가는 학생들의 사고력을 자극, 지식이 생산되는 구체적인 환경을 존중, 구체적인 맥락을 중심으로 이루어져야 한다는 주장들의 산물로 등장하였다.

## 특성
- 참 평가는 학생이 주어진 문제의 정답을 선택하게 하는 것이 아니라 스스로 정답을 구성하거나 행동으로 나타내도록 하는 평가방식이다
- 교육의 결과뿐 만 아니라 교육의 과정도 함께 중시하는 평가 방식이다.
- 일회적으로 평가하기보다는 학생 개개인의 변화, 발달과정을 종합적으로 평가하기 위해 전체적이면서도 지속적으로 이뤄지는 것을 강조하는 방식이다.
- 학습평가 과정이 교수-학습과정과 분리되기 보다는 하나의 통합된 형태로 학습과정을 진단하고 개별학습을 촉진하려는 데 목적이 있다.
- 학생의 인지적 영역뿐 아니라 정의적, 심동적 영역까지 모두 평가 대상으로 삼는다.

## 참 평가 과제 (authentic assessment task)
1. Product 평가과제: 학생이 스스로 지식과 기술을 구성하여 만들어낸 산출물 중심의 평가과제이다.
예시
- 에세이
- 사례 연구
- 학습저널
- 성찰일지
- 포트폴리오
- 설문조사
- 논평활동

2.Performance 평가과제 : 학생은 지식과 기술 능력 등을 실제 상황에 적용하거나, 다른 개념과 종합하거나 그 개념을 평가하는 방식 등의 수행과정으로 지식을 구성한다. Performance평가는 대체로 많은 시간이 소요되며 지식에 대한 넓은 범주를 평가할 수 있다.
예시
- 역할극
- 패널 토의
- 토론
- 협력 팀 프로젝트

## 개발 단계
1. 교수 목표 정하기 : 교사는 교수 이후에 학생들이 달성해야 될 목표가 무엇인지 정한다.[3]

| 자실성의 표준      | 참 평가과제의 준거                     |
| ------------------ | -------------------------------------- |
| 지식의 구성        | 정보의 조직 , 대안의 고려              |
| 학문적 탐구        | 학문적 내용, 탐구과정, 정련된 의사전달 |
| 학교를 넘어선 가치 | 실제 세계적 문제, 실제 청중            |

## 단점
- 평가도구 개발이 어렵다.
- 객관적인 채점기준 개발이 어려워 주관적으로 대상을 평가할 위험이 있다.
- 평가자간 신뢰도를 확보하기 어렵다.
- 시간과 비용이 많이 든다.[4]

## 참고 자료
- Wiggins, G. P. (1993). Assessing student performance. San Francisco: Jossey-Bass Publishers.
- Wiggins, G. P. (1998). Educative assessment: Designing assessments to inform and improve student performance. San Francisco: Jossey-Bass Publishers